# Будаговский, Валентин Иванович
Валентин Иванович Будаговский (13 декабря 1910 — 16 ноября 1975) — советский учёный-селекционер, организатор промышленного карликового садоводства в СССР; доктор сельскохозяйственных наук (1953), профессор (1954), лауреат Государственной премии РФ 1994 года (посмертно).

## Биография
Родился в селе Подбелевец Мценского уезда Орловской губернии. После окончания школы-семилетки, в 1925 году поступил в Орловский садово-огородный техникум. Получив диплом агронома-плодовода, в 1929 году поступил на работу Орловский окрплодовощсоюз по Моховскому, затем Свердловскому району. В 1930 году при поддержке руководства руководство хозяйства, в котором работал Будаговский, он поступил в Мичуринский институт селекции плодово-ягодных культур, так назывался тогда Мичуринский государственный аграрный университет. Уже в студенческие годы он собирал, накапливал научный материал, отправляясь в длительные научные экспедиции, перенимал знания и опыт ведущих учёных-садоводов. Как самый способный студент вуза Будаговский был отмечен впервые учреждённой стипендией памяти И. В. Мичурина. Во время одной из своих командировок в Крыму он заинтересовался карликовыми подвоями яблони, на использовании которых было основано местное садоводство. С этого момента вся его научная деятельность была направлена на выведение зимостойких карликовых подвоев яблони, устойчивых к климатическим условиям средней русской полосы.
После окончания института в 1936 году поступил на работу ассистентом на кафедру полодоводства своей alma mater. В 1940 году защитил кандидатскую диссертацию на тему «Вегетативно размножаемые подвои для яблони».
В годы Великой Отечественной войны в эвакуации Будаговский работал директором сельскохозяйственного техникума в городе Ойрот-Тура (современный Горно-Алтайск) в Алтайском крае. После коротковременного пребывания на посту директора плодоовощного техникума им. И. В. Мичурина в городе Мичуринске (июль 1944-февраль 1945), был назначен заведующим кафедрой плодоводства Плодоовощного института им. И. В. Мичурина. На этом посту он оставался вплоть до своей смерти в 1975 году.
В 1953 году Будаговский защитил в Ленинградском СХИ докторскую диссертацию на тему «Карликовые подвои для яблони». В 1954 году получил звание профессора. Свидетельством его больших творческих заслуг стали ордена вначале Трудового Красного Знамени, затем Ленина — высшая государственная награда в СССР, две золотые и три серебряные медали ВДНХ.
Помимо заведования кафедрой, Будаговским была основана также проблемная научная лаборатория по биологии и селекции карликовых растений. На протяжении многих лет читал лекции по плодоводству для студентов Плодоовощного института им. И. В. Мичурина, руководил работой аспирантов.
В. И. Будаговский — автор большого количества карликовых и полукарликовых подвоев для яблони. Им впервые в мире получены зимостойкие карликовые и полукарликовые подвои. Подвои В. И. Будаговского хорошо себя зарекомендовали как в нашей стране, так и за рубежом (во Франции, Германии, Нидерландах, Бельгии, США, Чехословакии, Польше и др. странах). Подвои Будаговского за рубежом обозначаются буквой «В» (Budagovsky) с номером.
Лауреат Государственной премии Российской Федерации за селекцию зимостойких слаборослых подвоев яблони, их размножение и технологии возделывания интенсивных садов (1994, посмертно).

## Семья
Женой Будаговского была доктор сельскохозяйственных наук, профессор Екатерина Семёновна Черненко (1917—2006) — дочь известного ученого-селекционера Семёна Фёдоровича Черненко. Валентин Иванович и Екатерина Семеновна воспитали двух детей: сына и дочь. Дочь, Наталья Валентиновна (1946 года рождения), закончила биофак МГУ им. М. В. Ломоносова, работает в Институте физиологии растений РАН, автор более 150 научных работ. Сын, Андрей Валентинович (1952 года рождения), доктор технических наук, ведущий научный сотрудник ВНИИ генетики и селекции плодовых растений, автор более 170 научных работ, в том числе нескольких монографий. Брат Валентина Ивановича, Анатолий Иванович (1912—2008), был видным ученым-гидрологом, доктор географических наук, заведовал лабораторией физики почвенных вод Института водных проблем РАН.

## Научные труды
- Карликовые подвои для яблони. - М.: Сельхозгиз, 1959.
- Промышленная культура карликовых плодовых деревьев. - М.: Изд-во с/х литературы, 1963.
- Культура слаборослых плодовых деревьев. - М.: Колос, 1976.